# Go-Ichijō

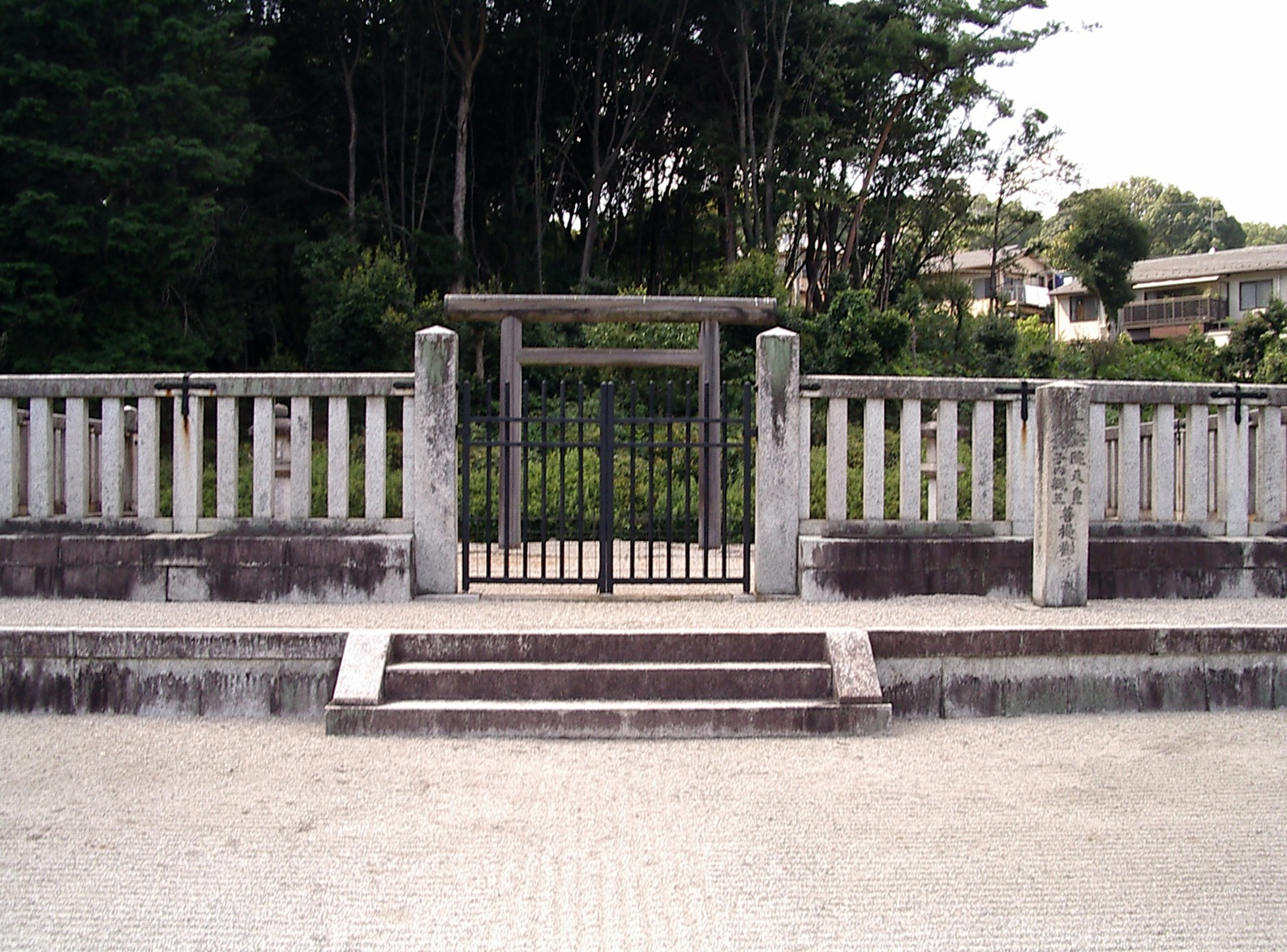
Tomba de l'emperador Go-Ichijō y una de sus hijas en Kioto.

L'emperador Go-Ichijō (后 一条 天皇, Go-Ichijō-Tennō, 12 d'octubre del 1008 - 15 de maig del 1036) va ser el 68è emperador del Japó, segons l'ordre tradicional de successió. Va regnar entre 1016 i 1036. Abans de ser ascendit al Tron de Crisantem, el seu nom personal (imina) era Príncep Imperial Atsuhira (敦 成 亲王, Atsuhira-shinnō). També va ser conegut com a 
Príncep Imperial Atsunari.